# Yspertal
Yspertal ist eine Marktgemeinde mit 2006 Einwohnern (Stand 1. Jänner 2024) im Bezirk Melk in Niederösterreich.

## Geografie
Yspertal liegt im südlichen Waldviertel in Niederösterreich. Die Entwässerung erfolgt durch die Große Ysper, die das Gemeindegebiet von Norden nach Süden durchfließt. Der tiefste Punkt der Gemeinde liegt im Südwesten bei 420 Meter über dem Meer. Im Südosten steigt das Gebiet zum Kaiserstein (935 m) und zum Großen Peilstein (1062 m) an. Der Talübergang zum Laimbach im Osten ist nur 570 Meter hoch. Der Weinsberger Wald im Nordwesten hat als höchste Erhebungen Schöberlberg (970 m), Böndel (922 m) und Kaltenberg (1003 m).
Die Fläche der Marktgemeinde umfasst 48 Quadratkilometer. Davon sind 68 Prozent bewaldet, 27 Prozent werden landwirtschaftlich genutzt.

### Gemeindegliederung
Das Gemeindegebiet umfasst folgende fünf Ortschaften (in Klammern Einwohnerzahl Stand 1. Jänner 2024):
- Haslau (87)
- Kapelleramt (182) samt Au, Parming, Prägarten, Rorregg, Stößelberg, Tarsch und Unterschöberlberg
- Nächst Altenmarkt (189) samt Am Brand, Fischerlehen, Hofedl und Maierhof W
- Wimberg (367) samt Am Reith, Dörfl, Graben, Gutenbach, Haide, Höf, Kammerbach, Pichl, Pisching, Siebendürfting und Stangles
- Yspertal (1181) samt Altenmarkt, Gemeindehäuseln und Ysper

Die Gemeinde besteht aus den Katastralgemeinden Altenmarkt, Isper, Kapelleramt und Wimberg.

### Nachbargemeinden
| Bärnkopf    |                                             | Gutenbrunn           |
| Dorfstetten | Kompassrose, die auf Nachbargemeinden zeigt | Münichreith-Laimbach |
| St. Oswald  | Hofamt Priel                                |                      |

## Geschichte

### Ysper

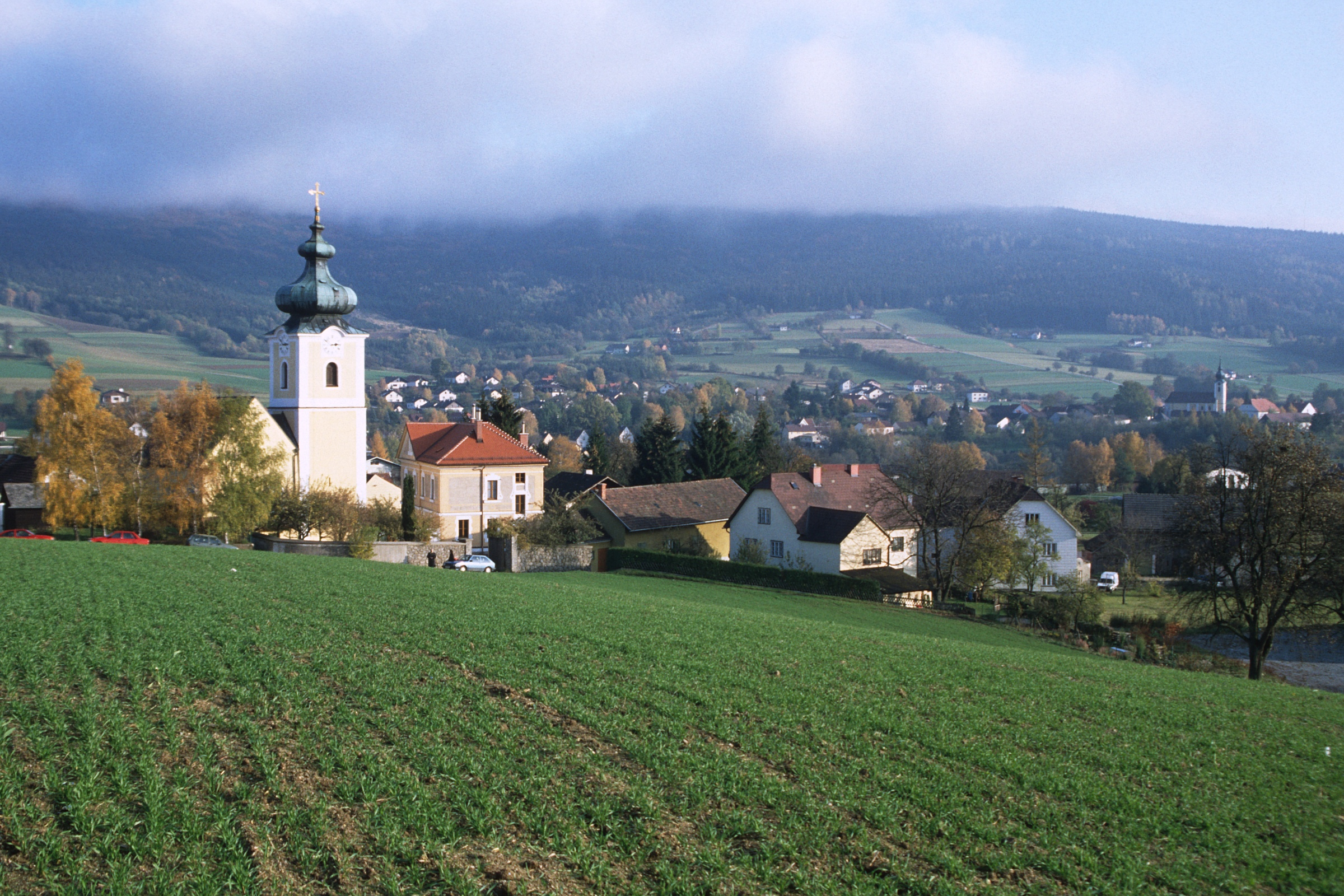
Der Ort Ysper (1992)

Im Jahr 998 schenkt Kaiser Otto III. das Gebiet zwischen Sarmingbach und Großer Ysper seinem Vetter, dem Herzog Heinrich von Bayern. Er nennt die Herrschaft Nochelinga. In dieser Urkunde wird der Name Ostarichi zum zweiten Mal erwähnt. 1271 wird die Herrschaft „Ysper“ genannt. Das zeigt, dass Ysper zum Hauptort gewachsen war. 1282 gab es bereits einen Richter im Ort. Zu Beginn des 14. Jahrhunderts ist Ysper mit Weitenegg und Persenbeug im Besitz der Königin Agnes von Ungarn. Sie lässt in Ysper eine gotische Kirche bauen. Um 1400 wird der Markt Ysper mit einem Wall und einem doppelten Graben befestigt.
In dieser Zeit stand auch der Hof zu Rorveld etwas nördlich von Ysper. 1411 belehnte Herzog Albrecht V. den Vinzenz Poschacher mit diesem Gut. Im Jahr 1450 wird es bereits „Schloss Rorreckh“ genannt. Nach mehrmaligem Besitzerwechsel verödete das Gut im 16. Jahrhundert. Es wurde daraufhin von Kaiser Ferdinand I. eingezogen und 1540 an Austin Haidenhofer verliehen, der es wieder instand setzte. Wieder wechselten die Besitzer häufig. 1600 erwirbt es die Familie Hoyos, die Schloss Persenbeug bewohnte. Diese errichteten 1609 das Schloss in der heutigen Form. 1800 kaufte Kaiser Franz II Persenbeug und Rorregg. Da sie zu seinem Privatvermögen gehörten, wurden sie nach dem Zweiten Weltkrieg restituiert. Heute leben Nachkommen der Familie Habsburg in Rorregg.

### Pisching
Die Geschichte von Pisching ist eng mit der Wimburg verbunden. Diese nordwestlich des Ortes stehende Burg wird erstmals 1076 in einer Urkunde des Klosters Passau erwähnt, als dieses das Gut Hofschacham ad Wimberch erhielt. Das althochdeutsche Wort „Wim“ bedeutet „geweihter Ort“. Das deutet darauf hin, dass sich in der Burg eine dem hl. Petrus geweihte Wallfahrtskirche befand. Im Jahr 1310 erhält die mit 21 Jahren bereits verwitwete Königin Agnes von Ungarn mit der Grafschaft Weitenegg auch die Wimburg. 1533 wird eine kleine Kirche in Pisching errichtet und dem hl. Urban geweiht. Am Ende des 16. Jahrhunderts ist die Wimburg unbewohnt und verfällt. In den Jahren 1735 bis 1738 lässt Graf Hoyos die Kirche von Baumeister Leopold Wisgrill, einem Schüler von Jakob Prandtauer, neu errichten. 1784 wird Pisching zur Pfarre erhoben. Im Jahr 1840 wird der Turm der Kirche mit Steinen der Ruine Wimburg errichtet.

### Altenmarkt
Altenmarkt ist die älteste Siedlung im Yspertal. Im Jahr 1313 wird „Alten-Ysper“, wie der Ort damals hieß, urkundlich erwähnt. Der Ort besaß bereits ein Marktrecht, 1348 wird ein Pfarrer genannt. Die Umbenennung auf „Altenmarkt“ erfolgt 1387, um sich vom „Neuen Markt Ysper“ zu unterscheiden. Nach dem Brand der Pfarrkirche 1743 wird sie barockisiert, 1767 wird der Turm neu errichtet.

### Jüngste Geschichte
Die Gemeinde entstand 1966 aus dem Zusammenschluss der beiden Gemeinden Ysper und Kapelleramt. 1969 schlossen sich die Gemeinden Altenmarkt und Yspertal zur Gemeinde Altenmarkt-Yspertal zusammen. 1972 wurde die Gemeinde Wimberg angeschlossen und die Gemeinde erhielt den heutigen Namen.
Seit 1990 gibt es im Yspertal die Höhere Lehranstalt für Umwelt und Wirtschaft des Zisterzienserstiftes Zwettl.

### Einwohnerentwicklung
| Yspertal: Einwohnerzahlen von 1869 bis 2024         | Yspertal: Einwohnerzahlen von 1869 bis 2024 | Yspertal: Einwohnerzahlen von 1869 bis 2024 | Yspertal: Einwohnerzahlen von 1869 bis 2024 | Yspertal: Einwohnerzahlen von 1869 bis 2024 |
| --------------------------------------------------- | ------------------------------------------- | ------------------------------------------- | ------------------------------------------- | ------------------------------------------- |
| Jahr                                                |                                             |                                             |                                             | Einwohner                                   |
| 1869                                                | 1869                                        |                                             | 1.802                                       | 1.802                                       |
| 1880                                                | 1880                                        |                                             | 1.841                                       | 1.841                                       |
| 1890                                                | 1890                                        |                                             | 1.862                                       | 1.862                                       |
| 1900                                                | 1900                                        |                                             | 1.810                                       | 1.810                                       |
| 1910                                                | 1910                                        |                                             | 1.971                                       | 1.971                                       |
| 1923                                                | 1923                                        |                                             | 1.909                                       | 1.909                                       |
| 1934                                                | 1934                                        |                                             | 1.886                                       | 1.886                                       |
| 1939                                                | 1939                                        |                                             | 1.823                                       | 1.823                                       |
| 1951                                                | 1951                                        |                                             | 1.845                                       | 1.845                                       |
| 1961                                                | 1961                                        |                                             | 1.862                                       | 1.862                                       |
| 1971                                                | 1971                                        |                                             | 1.933                                       | 1.933                                       |
| 1981                                                | 1981                                        |                                             | 1.995                                       | 1.995                                       |
| 1991                                                | 1991                                        |                                             | 1.834                                       | 1.834                                       |
| 2001                                                | 2001                                        |                                             | 1.900                                       | 1.900                                       |
| 2011                                                | 2011                                        |                                             | 1.815                                       | 1.815                                       |
| 2021                                                | 2021                                        |                                             | 2.020                                       | 2.020                                       |
| 2024                                                | 2024                                        |                                             | 2.006                                       | 2.006                                       |
| Quelle(n): Statistik Austria, Gebietsstand 1.1.2021 |                                             |                                             |                                             |                                             |

## Kultur und Sehenswürdigkeiten

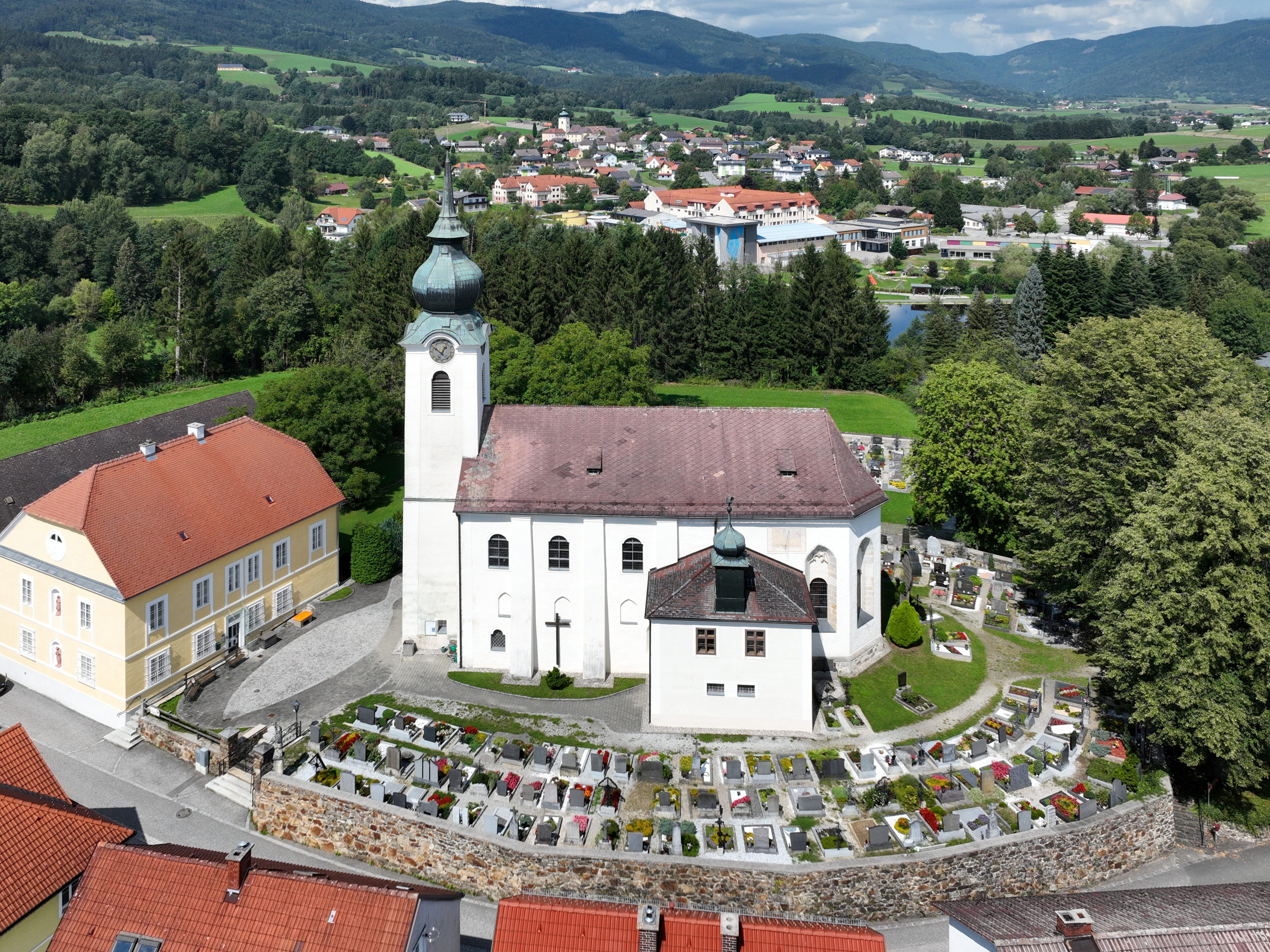
Röm.-kath. Pfarrkirche in Altenmarkt

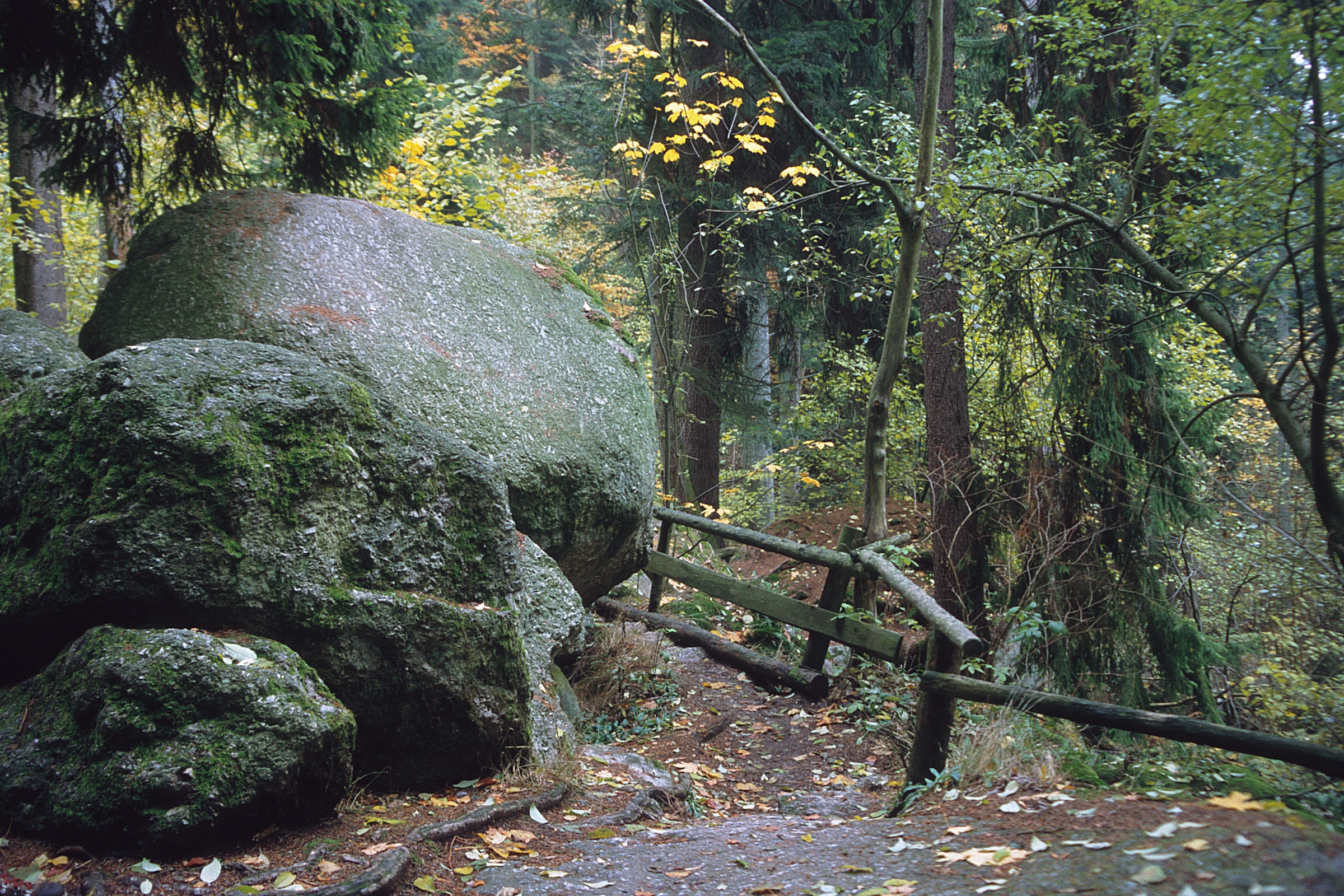
In der Ysperklamm

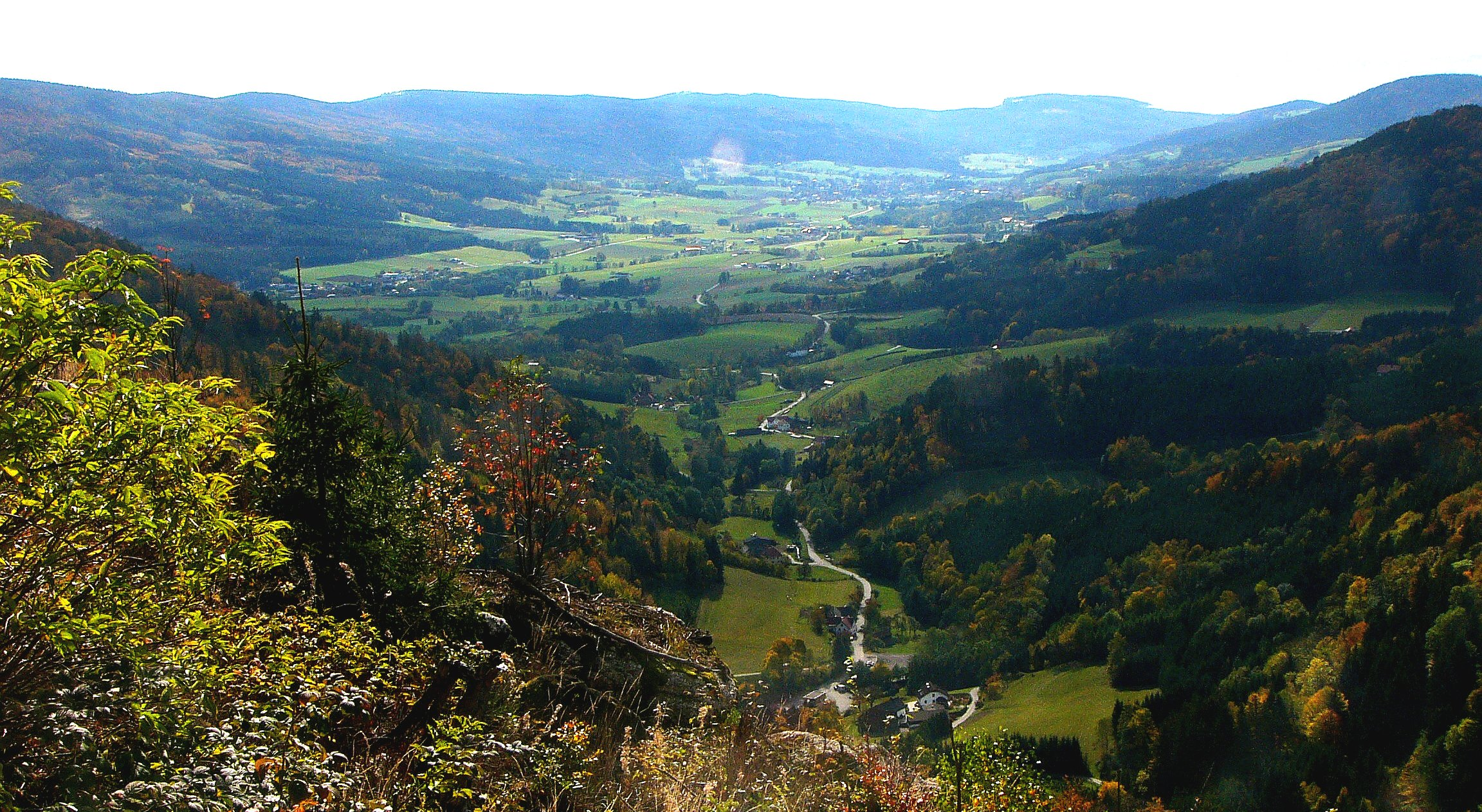
Das Yspertal vom Kaltenberg aus gesehen

- Katholische Pfarrkirche Altenmarkt im Yspertal hl. Magdalena
- Katholische Pfarrkirche Pisching hl. Urban
- Katholische Pfarrkirche Ysper hl. Lorenz
- Ysperklamm (wurde 2017 in der ORF-Sendung „9 Plätze, 9 Schätze“ als drittschönster Platz Österreichs ausgezeichnet)
- Burgruine Wimburg (auch Burgruine Wimberg)[8]
- Schloss Rorregg

## Wirtschaft und Infrastruktur

### Wirtschaftssektoren
Von den 108 landwirtschaftlichen Betrieben des Jahres 2010 wurden 41 im Haupt-, 58 im Nebenerwerb, sechs von Personengemeinschaften und drei von juristischen Personen geführt. Im Produktionssektor arbeiteten 88 Erwerbstätige in der Bauwirtschaft, 66 im Bereich Herstellung von Waren und drei in der Energieversorgung. Die größten Arbeitgeber des Dienstleistungssektors waren die Bereiche soziale und öffentliche Dienste (133), Handel (102) und Beherbergung und Gastronomie (32 Mitarbeiter).
| Wirtschaftssektor            | Anzahl Betriebe | Anzahl Betriebe | Erwerbstätige | Erwerbstätige |
| Wirtschaftssektor            | 2011            | 2001            | 2011          | 2001          |
| ---------------------------- | --------------- | --------------- | ------------- | ------------- |
| Land- und Forstwirtschaft 1) | 108             | 149             | 91            | 90            |
| Produktion                   | 25              | 15              | 157           | 85            |
| Dienstleistung               | 86              | 69              | 306           | 331           |

1) Betriebe mit Fläche in den Jahren 2010 und 1999

### Arbeitsmarkt, Pendeln
Im Jahr 2011 lebten 951 Erwerbstätige in Yspertal. Davon arbeiteten 336 in der Gemeinde, fast zwei Drittel pendelten aus.

### Freizeit und Tourismus
Yspertal bietet seinen Bewohnern und Gästen ein Hallenbad und eine Kletterhalle. Durch die Gemeinde führt die Radroute Südliches Waldviertel. Auch der Eisenwurzen-Weitwanderweg verläuft durch Yspertal.

### Bildung
- Volksschule
- Neue Mittelschule[15]
- Höhere Lehranstalt für Umwelt und Wirtschaft Yspertal

## Politik

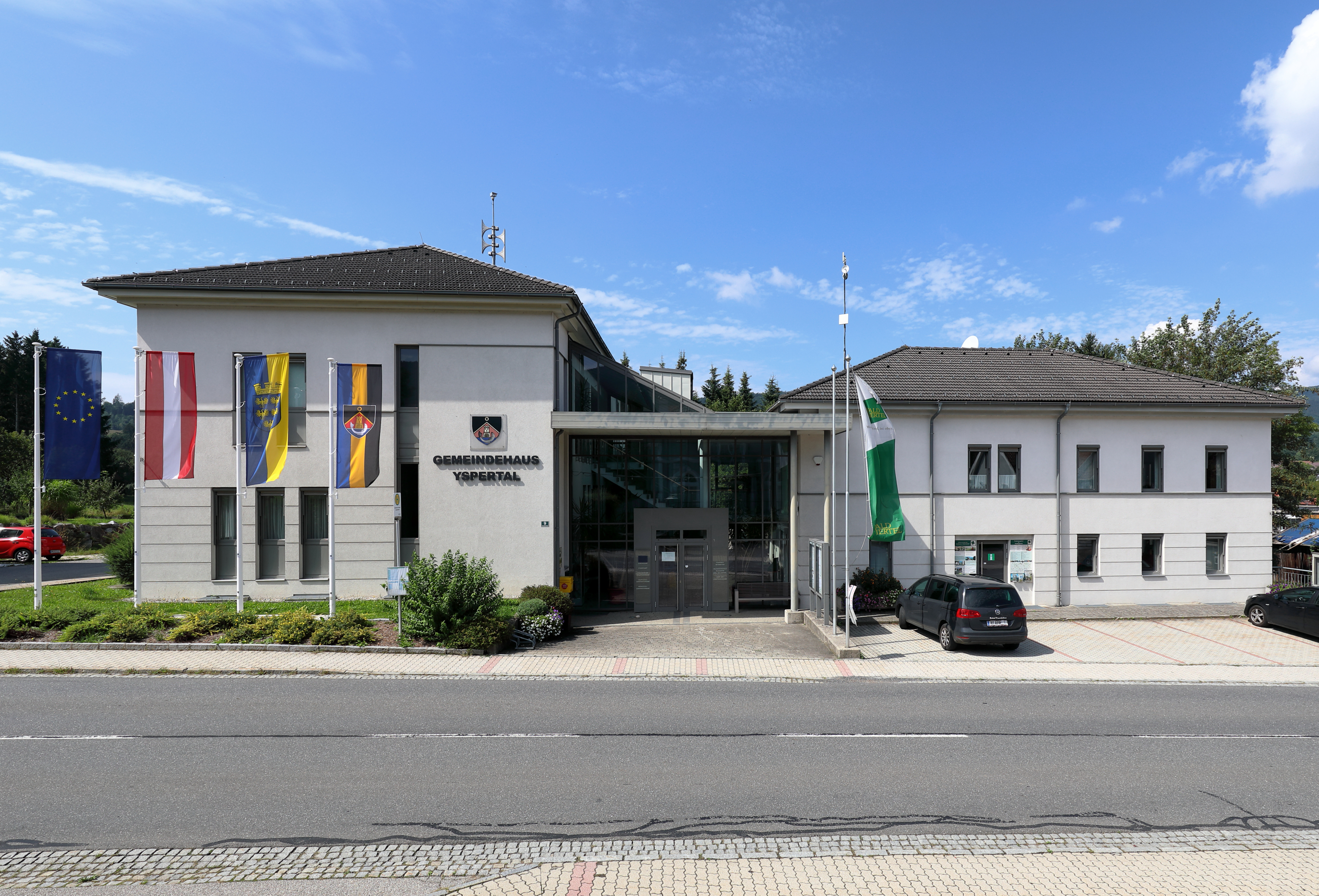
Gemeindeamt

| Der Gemeinderat hat insgesamt 21 Sitze (bis 2020 nur 19 Sitze). - Mit der Gemeinderatswahl 2005 hatte der Gemeinderat folgende Verteilung: 12 ÖVP und 7 SPÖ. - Mit der Gemeinderatswahl 2010 hatte der Gemeinderat folgende Verteilung: 14 ÖVP und 5 SPÖ. - Mit der Gemeinderatswahl 2015 hatte der Gemeinderat folgende Verteilung: 13 ÖVP und 6 SPÖ. - Mit der Gemeinderatswahl 2020 hate der Gemeinderat folgende Verteilung: 13 ÖVP und 6 SPÖ. - Mit der Gemeinderatswahl 2025 hat der Gemeinderat folgende Verteilung: 12 ÖVP und 9 SPÖ. | Hier fehlt eine Grafik, die leider im Moment aus technischen Gründen nicht angezeigt werden kann. Wir arbeiten daran! |

### Bürgermeister
- 1987–2018 Karl Moser
- seit 2018 Veronika Schroll[20]

### Wappen
Der Gemeinde wurde 1999 folgendes Wappen verliehen.
Blasonierung: „Von Schwarz und Rot durch einen goldenen Sparren erhöht geteilt, im Schildhaupt ein goldener Ring, unten über einem blauen, mit einem silbernen Faden gesäumten Schildfuß ein goldener zinnenbekrönter Turm mit drei zwei zu eins gestellten, rechteckigen schwarzen Fenstern und einem  geschlossenen  Rundbogentor,  im  Schildfuß  ein aufwärtsgebogener silberner Fisch, dessen Schwanz und Kopf in das rote Feld ragt.“

### Partnergemeinden
Yspertal pflegt Partnerschaften zu drei Gemeinden:
- Cieszyn/Teschen, Polen
- Veselí nad Lužnicí, Tschechien
- Tokaj, Ungarn

## Persönlichkeiten

### Ehrenbürger
- 1928: Josef Vinzl, Kaufmann, später Abgeordneter[23]
- 1974: Hans Wick (1904–1988), Pfarrer
- 2007: Erwin Pröll, Landeshauptmann
- 2007: Wolfgang Wiedermann, Abt von Stift Zwettl[24]
- Gerhard Brantner, Arzt
- Johann-Dietrich Landstetter († 2. Juni 2018), Vizebürgermeister und Landesfeuerwehrrat

### Söhne und Töchter der Gemeinde
- Helmut Engelbrecht (1924–2014), Pädagoge und Bildungshistoriker
- Karl Moser (* 1953), Landwirt und Politiker, Abgeordneter zum Landtag von Niederösterreich